# القسامة
القسامة هي أيمان يحلفها أولياء المقتول، ويستحقون بها في العمد القود أو الدية على خلاف في ذلك، وفي الخطأ يستحقون بها الدية.

## القسامة قبل الإسلام
القسامة قبل الإسلام هو حد اختص به بنو هاشم فقط، وسبب نشأة هذا الحد هو أن أحد العرب قبل الإسلام استأجر أحد بني هاشم لقضاء بعض الأعمال وبعد الانتهاء من العمل قتله وذهب إلى أهله وأخبرهم أن ابنهم قد مات وأنه قام بدفنه، وقد أتى القتيل لأسرته في الرؤيا وأخبرهم بأن هذا الرجل كاذب وأنه هو من قام بقتله وعلى ذلك ذهب أهل القتيل الهاشمي لهذا الرجل وقاموا بمواجهته بما عرفوا فأنكر وأقسم بالله أنه لم يفعل وأحضر تسعة وأربعون رجلا من أهله وأقسموا على أنه لم يفعل ذلك إلا أن أحد هؤلاء الرجال رفض أن يقسم وطلب من أهل القتيل أن يقبلوا ديه القسم وأعطاهم ناقتين وقبلوا بها من هذا الرجل ولم يكد يمر العام حتى مات التسعة وأربعون رجلا الذين أقسمو كذبا ولم يبقى إلا الرجل الذي فدى نفسه.
القسامة لغةً : اسم مصدر ، من قولهم : أقسم أقساما وقسامة ، أي : حلف حلفا ، والمراد بها هنا الأيمان ، أي : أيمان مكررة في دعوى قتل معصوم .
وتشرع القسامة في القتيل إذا وجد ولم يعلم قاتله واتهم به شخص .